# ALOS-3
ALOS-3 (acronyme de Advanced Land Observing Satellite , également appelé Daichi-3, était un satellite d'observation de la Terre japonais de 2,1 tonnes qui devait être placé sur une orbite héliosynchrone en mars 2023 par le lanceur japonais H3 dont c'était le premier vol.
ALOS-3 devait prendre la suite d'ALOS. Comme pour ce dernier, sa mission principale était la gestion des désastres et ses objectifs secondaires portaient sur la cartographie du territoire, le suivi des récoltes et des pêcheries ainsi que la surveillance de l'environnement. Pour remplir ces objectifs, ALOS-3 était équipé d'une caméra multi-spectrale et d'une caméra hyperspectrale (128 bandes spectrales en lumière visible et proche infrarouge).
L'échec du lanceur H3 lors de son vol inaugural le 7 mars 2023 a causé la destruction du satellite avant qu'il puisse atteindre son orbite.

## Historique
ALOS-3 était un satellite d'observation de la Terre japonais qui devait prendre la suite du satellite optique ALOS lancé en 2006 et tombé en panne en 2011 à la suite d'une anomalie de fonctionnement du système fournissant l'énergie. Ses capacités venaient également compléter celles du satellite d'observation radar ALOS-2 lancé en 2014. ALOS-3 embarquait deux instruments : la caméra optique panchromatique PRISM-2 qui prenait la suite de PRISM installé à bord du satellite ALOS et la caméra hyperspectrale AVNIR-2.

## Objectifs
Les objectifs de la mission ALOS-3 sont les suivants : 
- Gestion des désastres (fonction centrale des satellites ALOS)
- Mise à jour des cartes topographiques, d'utilisation des sols et de la végétation
- Surveillance des récoltes et de la pêche côtière
- Surveillance de l'environnement en particulier des décharges industrielles illégales.

Pour remplir ces objectifs, le cahier des charges de son instrumentation est le suivant : 
- Images à haute résolution spatiale (0,8 mètre) avec une fauchée de 50 kilomètres.
- Images panchromatiques et dans quatre bandes spectrales
- Images stéréo (prises de vue sous plusieurs angles différents)
- Capacité à prendre des images de zones situées à l'écart de la région située au nadir en basculant le corps du satellite.

## Caractéristiques techniques
Le satellite ALOS-3 a une masse de 2120 kilogrammes et ses dimensions sont de 9,9 m x 16,6 m x 3,7 mètres après déploiement de ses panneaux solaires et antennes en orbite. Il utilise une plateforme développée par  Mitsubishi Electric Company aux caractéristiques très proches de celle d'ALOS-2. Pour remplir ses objectifs de surveillance des désastres, le satellite doit être particulièrement agile et il peut pivoter perpendiculairement à son axe de 60° dans n'importe quelle direction en utilisant ses roues de réaction qui contrôlent son orientation. Les instruments génèrent 800 mégabits de données par seconde. Le satellite dispose d'un système de liaison inter-satellite qui permet de transférer plusieurs gigabits de données par seconde et d'une liaison avec le sol fonctionnant en bande X. La capacité de stockage est supérieure à 200 gigaoctets et le volume maximum transféré quotidiennement est de 1440 gigaoctets. 

## Charge utile
La charge utile est constituée de deux instruments.

### Le senseur optique panchromatique PRISM-2
Le caméra PRISM-2 (Panchromatic Remote-sensing Instrument for Stereo Mapping) utilise deux télescopes distincts pour produire des images stéréo : l'une est pointée vers le nadir  tandis que l'axe optique de l'autre est pointé vers l'arrière du satellite (dans le sens de son déplacement). La résolution spatiale est de 0,8 mètre pour la caméra pointée vers le nadir et de 1,25 mètre pour la caméra pointée vers l'arrière. La fauchée est de 50 km. Les télescopes sont de type anastigmatique à trois miroirs. Les dimensions du miroir primaire du télescope pointant vers le nadir est de 0,9 x 0,6 mètre. La caméra est de type pushbroom (en) : les données sont recueillies au plan focal par 8 barrettes de CCD placées côte à côte comportant un total de 65000 pixels pour le télescope pointant vers le nadir et 6 barrettes de CCD comportant 40000 pixels pour l'autre télescope. L'instrument produit 800 mégabits par seconde de données.

### La caméra hyperspectrale HISUI
La caméra hyperspectrale HISUI (Hyperspectral Imager Suite) dérive de l'instrument ASTER (Advanced Spaceborne Thermal Emission and Reflection Radiometer) développé par l'Agence spatiale japonaise pour le satellite de la NASA Terra placé en orbite en 1999. Le développement de HISUI a débuté en 2007. Sa réalisation, pilotée par le Japan Resources Observation System Organization, a été confiée à la société NEC Corporation. 
HISUI comprend deux composants :
- Un radiomètre hyperspectral HSS (Hyperspectral Sensor) couvrant la bande spectrale 0,4-2,5 micromètres. La partie optique est un téléscope anastigmatique à trois miroirs de 30 centimètres d'ouverture. Le rayonnement entrant est scindé en deux faisceaux lumineux qui sont analysés par deux spectromètres : l'un traite la lumière visible et le proche infrarouge (0,4–1,4 micromètre) et l'autre la partie du spectre compris entre 1,4 et 2,5 micromètres. Les deux spectromètres fournissent une image dans 128 bandes spectrales distinctes ayant une largeur moyenne de 12,5 nanomètres. La résolution spatiale est de 30 mètres et la fauchée est de 30 kilomètres. L'instrument génère 1 gigabit de données par seconde.
- Une caméra multispectrale MSS (Multispectral Sensor) fournit une image dans quatre bandes spectrales : 0,45-0,52, 0,52-0,60, 0,63-0,69  et 0,76-0,90 µm. La résolution spatiale est de 5 mètres et la fauchée est de 90 kilomètres. La caméra peut être dépointée de ±3º (30 kilomètres). L'instrument génère 400 mégabits de données par seconde.

## Déroulement de la mission
ALOS-3 devait être lancé le 7 mars 2023 par la nouvelle fusée japonaise H3 dont c'était le premier vol. Celle-ci devait placer le satellite sur une orbite héliosynchrone de 618 km avec une inclinaison orbitale de 97,9°. La durée d'un cycle est de 35 jours. La durée de la mission prévue était d'au moins 7 ans. Le lancement inaugural de la H3 est un échec ; le satellite est détruit en vol avant qu'il puisse atteindre son orbite.